# Erich Schumann (Physiker)
Karl Erich Schumann (* 5. Januar 1898 in Potsdam; † 25. April 1985 in Homberg-Hülsa) war ein deutscher Physiker, Akustiker, Musikwissenschaftler und Wissenschaftsorganisator im Nationalsozialismus.

## Leben
Der Sohn eines Kanzleivorstehers verließ die Schule mit „Reife für Prima“, um als Freiwilliger am Ersten Weltkrieg teilzunehmen. Nach Kriegsende machte er 1919 das Abitur und studierte in Berlin Mathematik, Physik, Musikwissenschaft und Psychologie. 1922 promovierte er in Berlin in systematischer Musikwissenschaft bei Carl Stumpf mit der Dissertation Über die Abhängigkeitsbeziehungen zwischen der objektiven und subjektiven Tonintensität. 1929 habilitierte er sich in den Musikwissenschaften mit dem Thema Die Physik der Klangfarben. In dieser belegte er, dass Musikinstrumente feste Formantbereiche besitzen und sich deren Strukturen abhängig von Dynamik und Tonhöhe ändern. Im selben Jahr erhielt er ein persönliches Ordinariat für Physik und Systematische Musikwissenschaft an der Universität Berlin. Schumann trat zum 1. Mai 1933 der NSDAP bei. 1932 war er bereits Leiter des Wehrpolitischen Amts der NSDAP.
Schumann leitete von 1934 bis 1944 die Forschungsabteilung des Heereswaffenamtes (HWA). In dieser Funktion gründete er am 15. Juni 1939 das Referat für Atomphysik im HWA und betraute mit dieser Aufgabe Kurt Diebner. Weiters war er zuständig für die Betreuung der gesamten Heeresmusik im OKW.  An der Universität Berlin wurde für ihn zugleich die der wehrtechnischen Forschung vorbehaltenen Institute für Physik II und Theoretische Physik II eingerichtet, das sich mit Sprengstoffphysik beschäftigte. In dieser Funktion forderte Schumann einen noch höheren Einfluss militärischer Stellen und Interessen auf Hochschulen und Forschungseinrichtungen. Ab 1934 leitete er zusätzlich die Forschungsabteilung W II im Reichserziehungsministerium. Schumann war Bevollmächtigter für Sprengstoffphysik des auf seine Anregung gegründeten Reichsforschungsrats (RFR) und als solcher Mitglied einer Arbeitsgemeinschaft für biologische Kriegsführung. Im RFR war er als Stellvertreter von Generalfeldmarschall Wilhelm Keitel Mitglied des Präsidialrats.
Nach Angabe Eduard Wildhagens, in den 1930er Jahren stellvertretender Vorsitzender der Deutschen Forschungsgemeinschaft (DFG), seien es Erich Schumann und dessen Kollege, der Wehrchemiker und „Alte Kämpfer“ Rudolf Mentzel, gewesen, die „den großen Schwindel der Wunderwaffen“ inszeniert und damit den Krieg verlängert hätten. Schumann gilt auch als „Schlüsselfigur bei der Verschaltung der Hochschulen und Wissenschaftseinrichtungen mit militärischen Dienststellen ab Mitte der 1920er Jahre bis zum Ende des Zweiten Weltkriegs“.
Nach Ende des Nationalsozialismus 1945 hoffte Schumann vergeblich auf eine Tätigkeit an einer Universität, da er erheblich belastet war. Er war öffentlicher Kritik ausgesetzt. Die Deutsche Physikalische Gesellschaft und ihr Vorsitzender Max von Laue, der ihn für einen Scharlatan hielt, verhinderten zunächst seine Übernahme in den universitären öffentlichen Dienst. Nach Hamburg verzogen, wurde er 1949 bis 1963 Leiter des Helmholtz-Instituts für Tonpsychologie und medizinische Akustik.

## Musikalische Aktivitäten
Schumann trat auch als Komponist von Militärmusik hervor. Nach Meinung von Christoph Reuter lassen sich die Regeln der Instrumentation auf die Schumannschen Formantgesetze zurückführen. Vor allem seine Märsche Panzerschiff Deutschland (1937) und Der Eiserne (1936) wurden in der Zeit des Nationalsozialismus wie auch in Westdeutschland in der Nachkriegszeit häufig gespielt (letzter allerdings unter dem Namen Kameradengruß). 1957 reichte er dem „Referat Musik“ im Bundesministerium der Verteidigung eine Stellungnahme zur Militärmusik ein, in dem er eine Erweiterung der zur Verfügung stehenden Klangfarben forderte.

## Schriften
- Akustik. Hirt, Breslau 1925.
- Physik der Klangfarben. Habilitationsschrift. Universität Berlin, 1929.
- Physik der Klangfarben. Band II, Breitkopf & Härtel, Leipzig 1940 (unveröffentlicht, nur Korrekturabzug vorhanden).
- mit G. Hinrichs: Leistungssteigerung von Hohlsprengkörpern durch besondere Zündführung (Linsen). Bericht des Reichsforschungsrates, 1943/44.